# Галати Мамертино
Гала̀ти Мамертѝно (на италиански: Galati Mamertino; на сицилиански: Jalati, Ялати) е малко градче и община в Южна Италия, провинция Месина, автономен регион и остров Сицилия. Разположено е на 790 m надморска височина. Населението на общината е 2805 души (към 2010 г.).